# Papiro

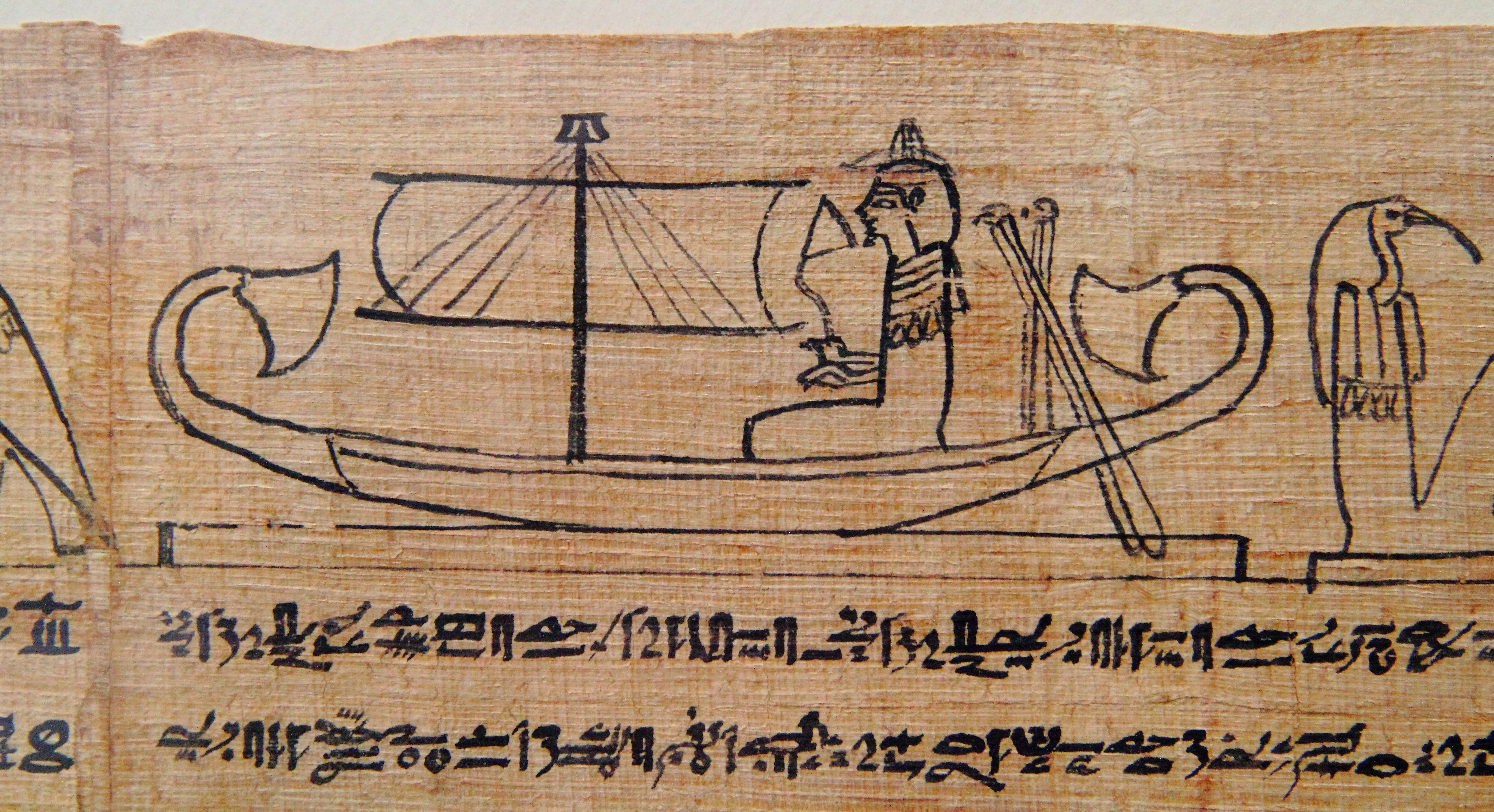
Papiro do Antigo Egito com escrita hierática.

Papiro (em latim: papyrus; em grego clássico: πάπυρος) é, originalmente, uma planta perene da família das ciperáceas cujo nome científico é Cyperus papyrus, por extensão é também o meio físico usado para a escrita (precursor do papel) durante a Antiguidade — Antigo Egito, civilizações do Oriente Médio, como os hebreus e babilônios, e todo o mundo greco-romano).
O papiro é obtido utilizando a parte interna, branca e esponjosa do caule do papiro, cortado em finas tiras que eram posteriormente molhadas, sobrepostas e cruzadas, para depois serem prensadas. A folha obtida era martelada, alisada e colada ao lado de outras folhas para formar uma longa fita que era depois enrolada. A escrita dava-se paralelamente às fibras.

## História

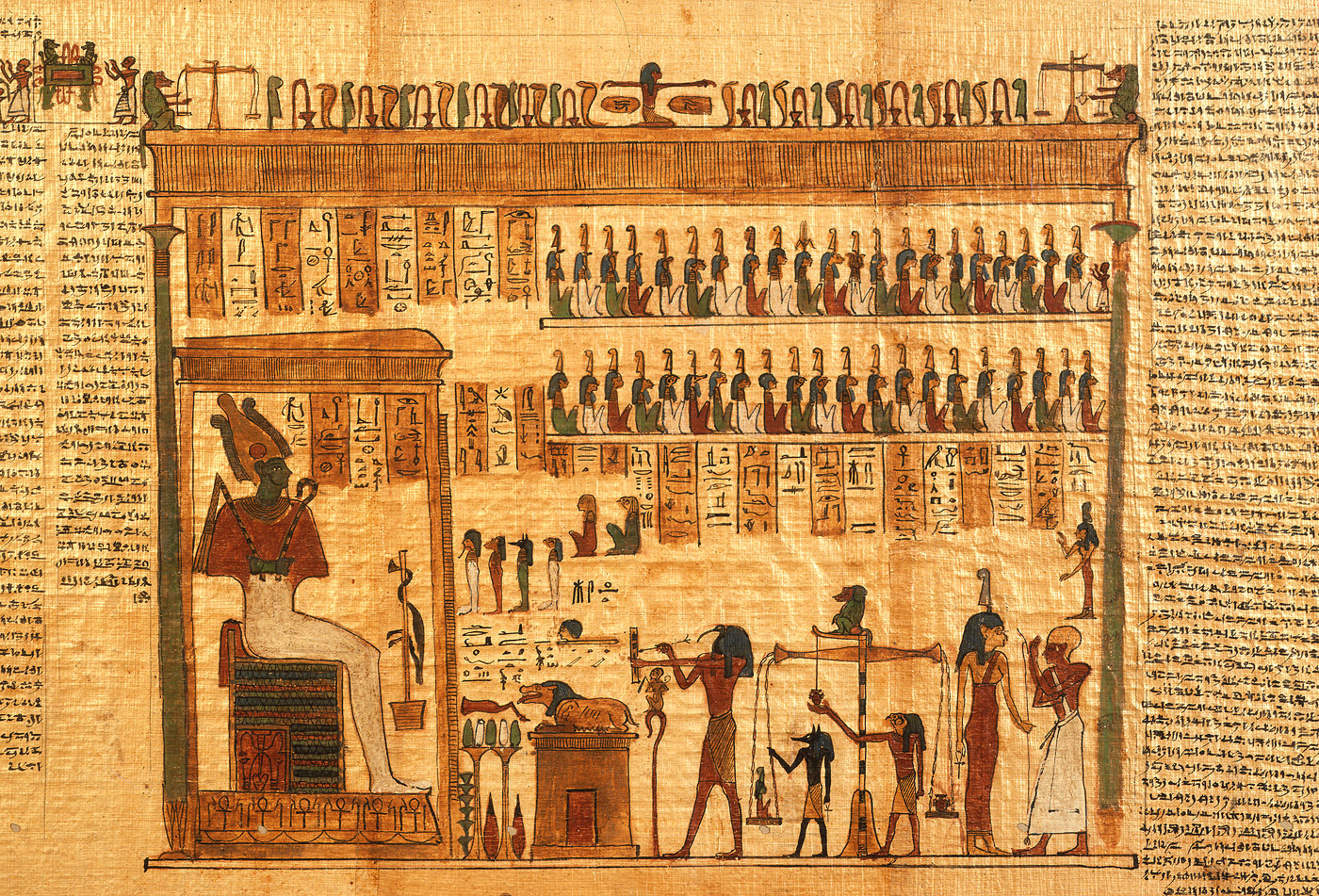
Excerto em papiro do Livro dos Mortos

O papiro foi fabricado pela primeira vez no Egipto já no 3.º milénio a.C. A mais antiga evidência arqueológica de papiro foi escavada em 2012 e 2013 em Wadi al-Jarf, um antigo porto egípcio localizado na costa do Mar Vermelho. Estes documentos, o Diário de Merer, datam de cerca de 2560–2550 a.C. (final do reinado de Quéops). Os rolos de papiro descrevem os últimos anos da construção da Grande Pirâmide de Gizé.
Durante vários milénios, o papiro era normalmente enrolado em rolos como forma de armazenamento. No entanto, a certa altura, mais para o final da sua história, começou a ser reunido sob a forma de códices semelhantes aos livros modernos. Isto poderá ter sido uma imitação do formato de códice criado com pergaminho. Os primeiros escritores cristãos adoptaram rapidamente o formato de códice, e no mundo greco-romano tornou-se comum cortar folhas de rolos de papiro para formar códices. Os códices representavam uma melhoria em relação aos rolos de papiro, pois o papiro não era suficientemente maleável para ser dobrado sem se partir, e era necessário um rolo comprido para criar textos de grande volume. O papiro tinha a vantagem de ser relativamente barato e fácil de produzir, mas era frágil e vulnerável tanto à humidade como à secura excessiva. A menos que o papiro fosse de qualidade perfeita, a superfície de escrita era irregular, e o leque de materiais que podiam ser utilizados era também limitado.

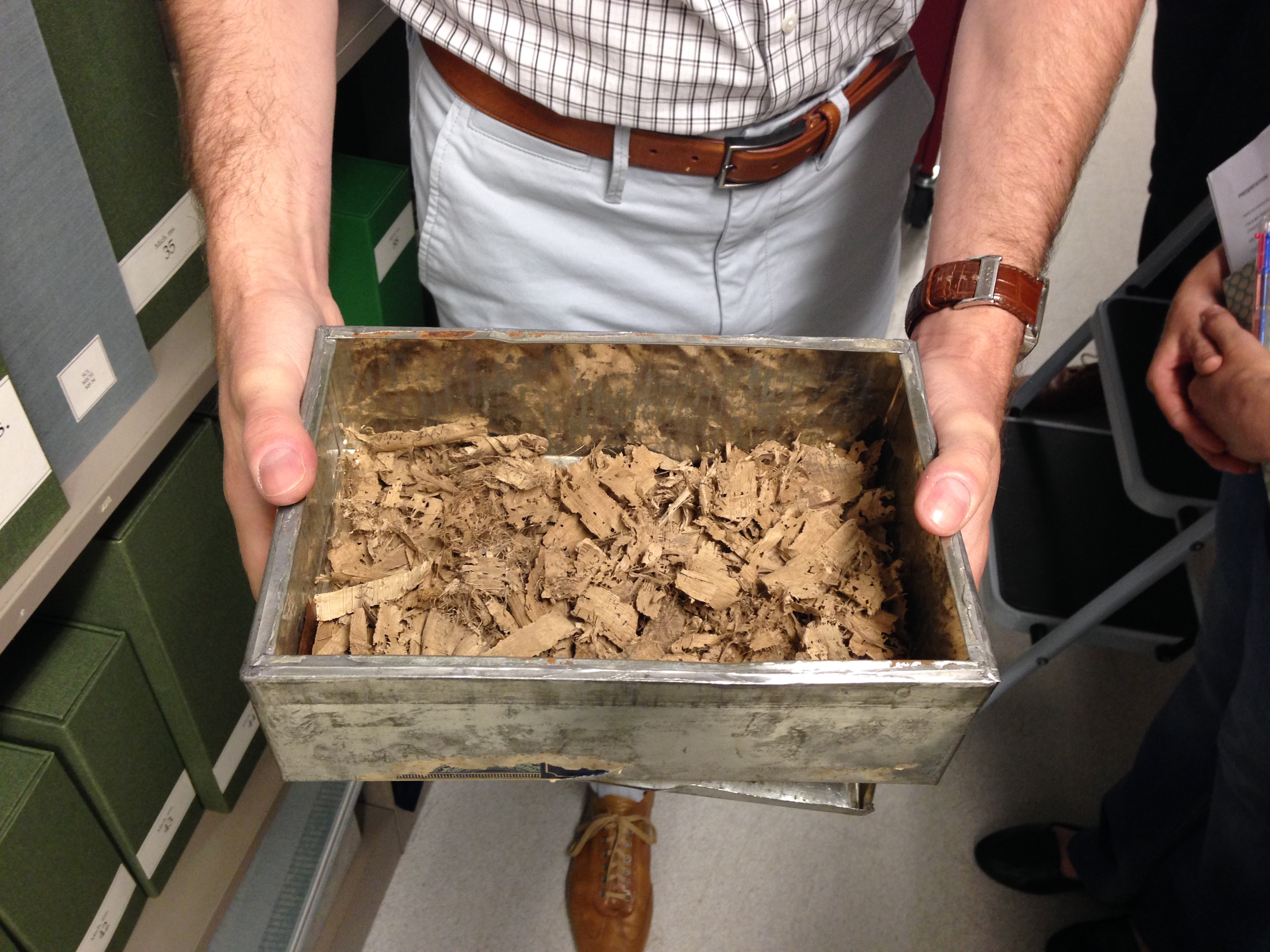
Fragmentos de papiro guardados na Biblioteca da Universidade de Michigan, em Ann Arbor, Michigan, EUA

O papiro foi gradualmente ultrapassado na Europa por uma superfície de escrita rival que ganhou proeminência: o pergaminho, feito a partir de peles de animais. No início do século IV d.C., os livros mais importantes começaram a ser produzidos em pergaminho, e obras consideradas dignas de preservação foram transferidas do papiro para o pergaminho. O pergaminho tinha vantagens significativas sobre o papiro, incluindo maior durabilidade em climas húmidos e a possibilidade de se escrever em ambos os lados da superfície. A principal vantagem do papiro era a matéria-prima mais barata — a planta do papiro é fácil de cultivar num clima adequado e produz mais material de escrita do que peles de animais (os livros mais caros, feitos de velino fetal, exigiam até dezenas de fetos bovinos para serem produzidos). Contudo, com o declínio das redes comerciais, a disponibilidade de papiro fora da zona de cultivo da planta tornou-se limitada, e por isso perdeu a sua vantagem de custo.
A última aparição do papiro na chancelaria merovíngia data de um documento de 692 d.C., embora ainda fosse conhecido na Gália até meados do século seguinte. As datas mais tardias confirmadas para o uso de papiro na Europa são 1057, num decreto papal (os decretos papais, por serem tradicionalmente conservadores, eram feitos em papiro até 1022), sob o Papa Vítor II, e 1087, num documento árabe. O seu uso no Egipto continuou até ser substituído por papel mais barato, introduzido pelo mundo islâmico, que o aprendeu originalmente com os chineses. No século XII, o pergaminho e o papel eram já utilizados no Império Bizantino, mas o papiro ainda era uma opção.
Até meados do século XIX, apenas alguns documentos isolados escritos em papiro eram conhecidos, e os museus exibiam-nos como curiosidades. Não continham obras literárias. A primeira descoberta moderna de rolos de papiro foi feita em Herculano, em 1752. Até então, os únicos papiros conhecidos eram alguns poucos que sobreviveram da Idade Média. As investigações académicas começaram com o historiador neerlandês Caspar Jacob Christiaan Reuvens (1793–1835), que escreveu sobre o conteúdo do papiro de Leiden, publicado em 1830. A primeira publicação moderna foi atribuída ao académico britânico Charles Wycliffe Goodwin (1817–1878), que publicou para a Sociedade de Antiguidades de Cambridge um dos Papiros Gregos Mágicos V, traduzido para inglês com comentário, em 1853.

### Qualidade variável
O papiro era fabricado em várias qualidades e preços. Plínio, o Velho, e Isidoro de Sevilha descreveram seis variações de papiro que eram vendidas no mercado romano da época. Estas eram classificadas por qualidade com base em quão fina, firme, branca e lisa era a superfície de escrita. As categorias iam desde o superfino «Augustan», que era produzido em folhas com 13 dígitos (cerca de 25 cm) de largura, até ao mais barato e grosseiro, com 6 dígitos (cerca de 12 cm) de largura. Materiais considerados inutilizáveis para escrita ou com menos de seis dígitos eram considerados de qualidade comercial e colados lado a lado para serem usados apenas para embrulhar.

## Confeção do papiro

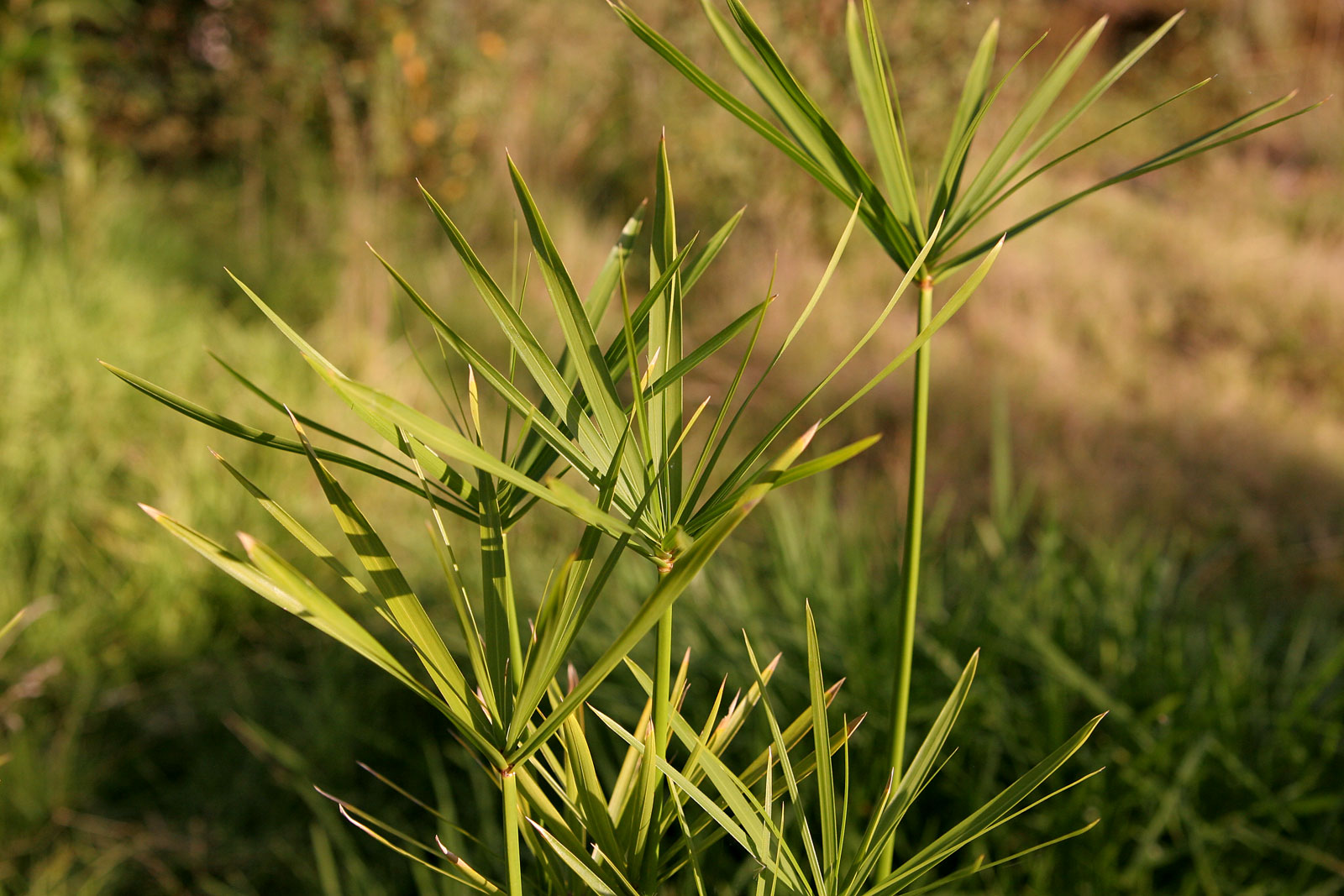
Planta de papiro ("Cyperus papyrus").

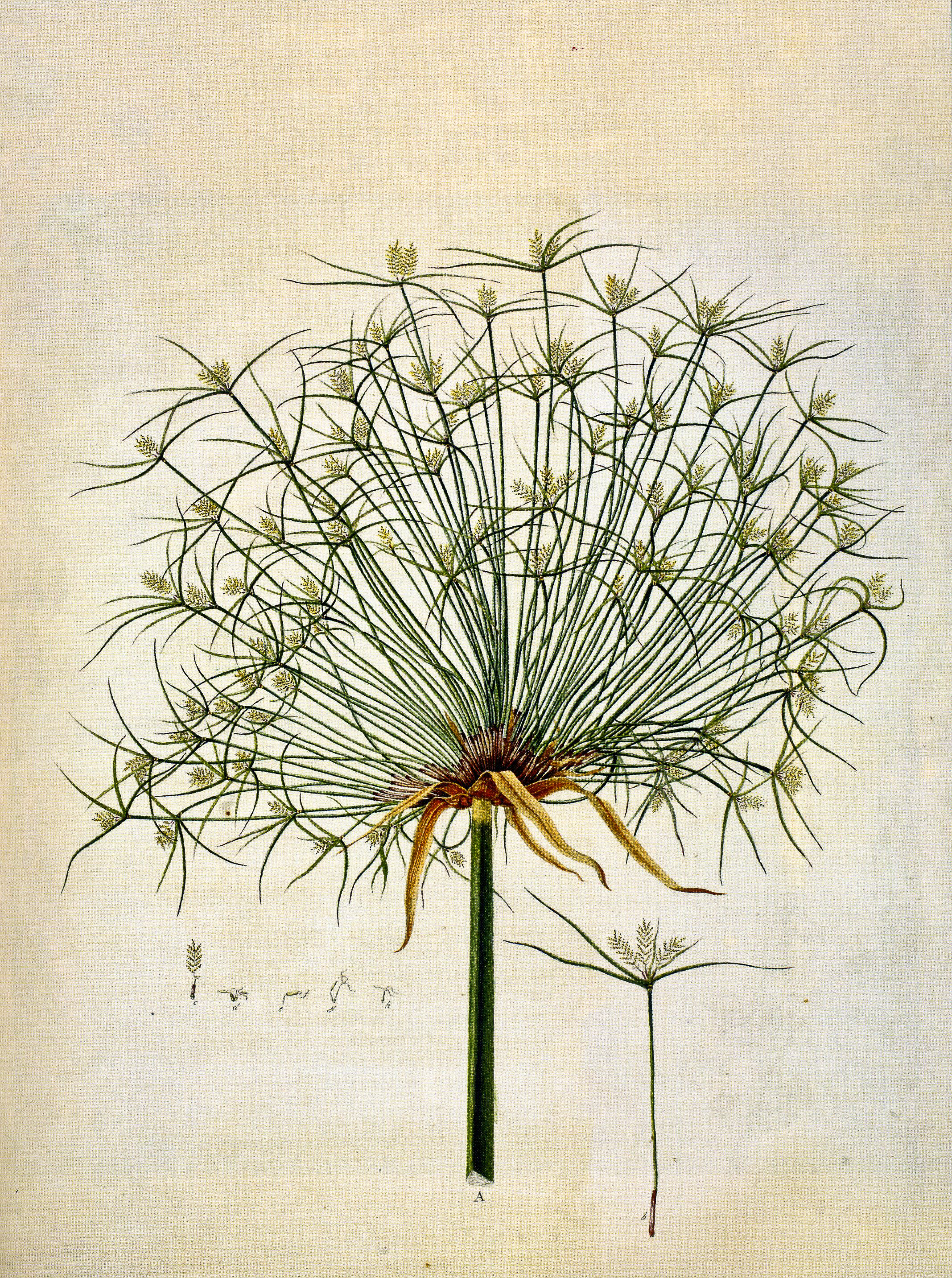
Debuxo da planta do papiro

Foi por volta de 2500 a.C. que os egípcios desenvolveram a técnica de fabricar folhas de papiro, considerado o precursor do papel. Para confeccionar o papiro, corta-se o miolo esbranquiçado e poroso do talo em finas lâminas. Depois de secas, estas lâminas são mergulhadas em água com vinagre para ali permanecerem por seis dias, com propósito de eliminar o açúcar. Outra vez secas, as lâminas são ajeitadas em fileiras horizontais e verticais, sobrepostas umas às outras. A sequência do processo exige que as lâminas sejam colocadas entre dois pedaços de tecido de algodão, sendo então mantidas e prensadas por seis dias. E é com o peso da prensa que as finas lâminas se misturam homogeneamente para formar o papel amarelado, pronto para ser usado. O papiro pronto era, então, enrolado a uma vareta de madeira ou marfim para criar o rolo que seria usado na escrita.